# Mesochorus chrysurus
Mesochorus chrysurus là một loài tò vò trong họ Ichneumonidae.